# Мосейково (село, Вологодская область)
Мосейково — село в Вологодском районе Вологодской области.
Входит в состав Подлесного сельского поселения, с точки зрения административно-территориального деления — в Подлесный сельсовет.
Расстояние по автодороге до районного центра Вологды — 15 км, до центра муниципального образования Огарково — 2 км.
По переписи 2002 года население — 584 человека (308 мужчин, 276 женщин). Преобладающая национальность — русские (99 %).